# ネサス
ネサス（Nessus）はラリー・ニーヴンのSF小説『ノウンスペース』シリーズに登場するパペッティア人である。
多くのパペッティア人と同様に、人間に対してはギリシャ・ローマ神話からとった名前を用いており、ネサスはネッソスにちなんでいる。本当の名前は人間には発音できない。
ネサスは人間が出会ったあらゆるパペッティア人と同様に、パペッティア人の基準では正気ではないとされる。正気なパペッティア人は臆病すぎて外世界に出たり、異星人と会うことはできない。ネサスは長らくパペッティア人の人類にたいする代表の一人であった。ネサスは短編『ソフト・ウェポン』、『リングワールド』、そして『リングワールド・コンパニオン・シリーズ』(未訳)に登場する。